# HNK Hajduk Split
A HNK Hajduk Split egy horvát labdarúgócsapat Split városában. A Hajduk egyike Horvátország két legnépszerűbb klubjának (a másik a fővárosi Dinamo Zagreb).

## Története

### Sikerei
- Horvát bajnok: 6 alkalommal (1992, 1994, 1995, 2001, 2004, 2005)
- Jugoszláv bajnok: 9 alkalommal (1927, 1929, 1950, 1952, 1955, 1971, 1974, 1975, 1979)
- Horvát kupa-győztes: 8 alkalommal (1993, 1995, 2000, 2003, 2010, 2013, 2022, 2023)
- Jugoszláv kupa-győztes: 9 alkalommal (1967, 1972, 1973, 1974, 1976, 1977, 1984, 1987, 1991)
- Horvát szuperkupa-győztes: 6 alkalommal (1992, 1993, 1994, 1995, 2004, 2005)
- Kupagyőztesek Európa Kupája elődöntős: 1 alkalommal (1973)
- UEFA-kupa elődöntős: 1 alkalommal (1984)
- Bruges Matins Trophy-győztes: 1 alkalommal (1976)

### Poljud Stadion
A városi stadion, amelyet 1979-ben építettek, a város egy gyönyörű részén, Poljudban található.
Teljes pompájában, kagyló formájában illeszkedik, mintha már ősidők óta ott lett volna, a mediterrán miliő látképeihez, szinte elérhető a tenger hullámai által. Építészetileg egy olyan létesítményről van szó, amely funkcionalitása és műszaki jellemzői tekintetében a világszínvonal élvonalába tartozik, és büszkén veheti fel a versenyt a világ minden táján épült stadionokkal.

## Jelenlegi keret
Utolsó módosítás: 2022. február 7.
A vastaggal jelzett játékosok felnőtt válogatottsággal rendelkeznek.
A dőlttel jelzett játékosok kölcsönben szerepelnek a klubnál.*A második csapatban is pályára lépnek.
| Mezszám                | Név                  | Nemzetiség   | Születési hely      | Születési idő (kor)           | Korábbi csapat            | Érték (€) | Szerződés lejárta |
| Kapusok                | Kapusok              | Kapusok      | Kapusok             | Kapusok                       | Kapusok                   | Kapusok   | Kapusok           |
| ---------------------- | -------------------- | ------------ | ------------------- | ----------------------------- | ------------------------- | --------- | ----------------- |
| 1                      | Danijel Subašić      | horvát       | Zára                | 1984. október 27. (40 éves)   | AS Monaco FC              | 150 000   | 2023.05.31.       |
| 33                     | Toni Silić           | horvát       | Split               | 2004. május 7. (21 éves)      | Utánpótlásból került fel  | 100 000   | 2024.06.30.       |
| 40                     | Ivan Perić           | horvát       | Split               | 2002. január 2. (23 éves)     | Utánpótlásból került fel  | 50 000    | 2023.05.31.       |
| 70                     | Josip Posavec        | horvát       | Varasd              | 1996. március 10. (29 éves)   | Palermo FC                | 400 000   | 2023.06.30.       |
| 91                     | Lovre Kalinić        | horvát       | Split               | 1990. április 3. (35 éves)    | Aston Villa FC            | 2 000 000 | 2022.06.30.       |
| Védők                  |                      |              |                     |                               |                           |           |                   |
| 2                      | Nikola Katić         | horvát       | Ljubuški            | 1996. október 10. (28 éves)   | Rangers FC                | 1 500 000 | 2022.06.30.       |
| 3                      | David Colina         | horvát       | Zágráb              | 2000. július 19. (25 éves)    | AS Monaco U19             | 1 500 000 | 2023.06.30.       |
| 5                      | Kristian Dimitrov    | BUL          | Plovdiv             | 1997. február 27. (28 éves)   | PFK Botev Plovdiv         | 650 000   | 2023.06.30.       |
| 8                      | Stefan Simić         | CZE · horvát | Prága               | 1995. január 20. (30 éves)    | AC Milan                  | 750 000   | 2023.06.30.       |
| 17                     | Dario Melnjak        | horvát       | Varasd              | 1992. október 31. (32 éves)   | Çaykur Rizespor           | 2 000 000 | 2024.05.31.       |
| 19                     | Josip Elez           | horvát       | Split               | 1994. április 25. (31 éves)   | Hannover 96               | 850 000   | 2025.05.31.       |
| 24                     | Dino Mikanović       | horvát       | Újgradiska          | 1994. május 7. (31 éves)      | Kajrat Almati FK          | 1 400 000 | 2024.05.31.       |
| 26                     | Lovrencsics Gergő    | HUN          | Szolnok             | 1988. szeptember 1. (36 éves) | Ferencvárosi TC           | 550 000   | 2023.05.31.       |
| 97                     | Ferro                | POR          | Oliveira de Azeméis | 1997. március 26. (28 éves)   | SL Benfica                | 4 000 000 | 2022.06.30.       |
| Középpályások          |                      |              |                     |                               |                           |           |                   |
| 4                      | Josip Vuković        | horvát       | Split               | 1992. május 2. (33 éves)      | NK Osijek                 | 650 000   | 2024.05.31.       |
| 6                      | Marco Fossati        | ITA          | Monza               | 1992. október 5. (32 éves)    | AC Monza                  | 900 000   | 2023.05.31.       |
| 10                     | Marko Livaja         | horvát       | Split               | 1993. augusztus 26. (31 éves) | AÉK                       | 5 500 000 | 2024.06.30.       |
| 14                     | Lukas Grgić          | AUT          | Wels                | 1995. augusztus 17. (29 éves) | LASK Linz                 | 800 000   | 2026.05.31.       |
| 20                     | Jani Atanasov        | MKD · BUL    | Sztrumica           | 1999. október 31. (25 éves)   | Bursaspor                 | 1 000 000 | 2023.05.31.       |
| 23                     | Filip Krovinović     | horvát       | Zágráb              | 1995. augusztus 29. (29 éves) | SL Benfica                | 4 000 000 | 2024.05.31.       |
| Támadók                |                      |              |                     |                               |                           |           |                   |
| 7                      | Alexander Kačaniklić | SWE · MKD    | Helsingborg         | 1991. augusztus 13. (33 éves) | Hammarby IF               | 700 000   | 2024.05.31.       |
| 11                     | Samuel Eduok         | NGR          | Itu                 | 1994. január 31. (31 éves)    | Konyaspor                 | 400 000   | 2023.05.31.       |
| 27                     | Stipe Biuk           | horvát       | Split               | 2002. december 26. (22 éves)  | Utánpótlásból került fel  | 4 500 000 | 2026.06.30.       |
| 29                     | Jan Mlakar           | SLO          | Ljubljana           | 1998. október 23. (26 éves)   | Brighton & Hove Albion FC | 3 000 000 | 2025.05.31.       |
| 77                     | Emir Sahiti          | KOS · ALB    | Zimony              | 1998. november 29. (26 éves)  | Utánpótlásból került fel  | 1 200 000 | 2025.05.31.       |
| 90                     | Marin Ljubičić       | horvát       | Split               | 2002. február 28. (23 éves)   | Utánpótlásból került fel  | 1 500 000 | 2026.06.30.       |
|                        | Nikola Kalinić       | horvát       | Salona              | 1988. január 5. (37 éves)     | Hellas Verona FC          | 1 000 000 | Nem publikus      |
| Kölcsönadott játékosok |                      |              |                     |                               |                           |           |                   |
| Név                    | Poszt                | Nemzetiség   | Születési hely      | Születési idő (kor)           | Kölcsönben itt            | Érték (€) | Kölcsön lejárta   |
| Mario Vušković         | védő                 | horvát       | Split               | 2001. november 16. (23 éves)  | Hamburger SV              | 4 500 000 | 2023.06.30.       |
| Darko Nejašmić         | középpályás          | horvát       | Split               | 1999. január 25. (26 éves)    | NK Osijek                 | 1 300 000 | 2022.06.30.       |

## Külső hivatkozások
- HNK Hajduk Split - Hivatalos oldal (horvátul)
- Torcida.org (horvátul)
- Hajduk Split - Linkgyűjtemény
- HNK Hajduk nem hivatalos weboldal Archiválva 2008. április 16-i dátummal a Wayback Machine-ben (horvátul)